# Попівка (Берестинський район)
Попі́вка (МФА: [popiŭka] ( прослухати)) — село в Україні, в Берестинському районі Харківської області. Населення села становить 1303 особи. Орган місцевого самоврядування — Попівська сільська рада.

## Географія
Село Попівка знаходиться на лівому березі річки Берестова, вище за течією примикають села Маховик і Балки, нижче за течією примикає село Улянівка. По селу протікає пересихаючий струмок з загатами. На північно-західній околиці села пересихаюча річка Лип'янка впадає в річку Берестову. До села примикають лісові масиви. Поруч проходить автомобільна дорога Р51 та залізниця, станція Мир.

## Історія
Село засноване 1752 року.
За даними на 1859 рік, у казеному селі Костянтиноградського повіту Полтавської губернії, мешкало 1520 осіб (771 чоловічої статі та 749 — жіночої), налічувалось 217 дворових господарств, існувала православна церква.
Під час організованого радянською владою Голодомору 1932—1933 років померло щонайменше 303 жителі села.

## Населення
Згідно з переписом УРСР 1989 року, чисельність наявного населення села становила 1498 осіб (663 чоловіків та 835 жінок).
За переписом населення України 2001 року, в селі мешкало 1296 осіб.

### Мова
Розподіл населення за рідною мовою за даними перепису 2001 року:
| Мова       | Відсоток |
| ---------- | -------- |
| українська | 94,55 %  |
| російська  | 4,83 %   |
| білоруська | 0,15 %   |
| вірменська | 0,08 %   |
| гагаузька  | 0,08 %   |
| молдовська | 0,08 %   |
| інші       | 0,23 %   |

## Символіка

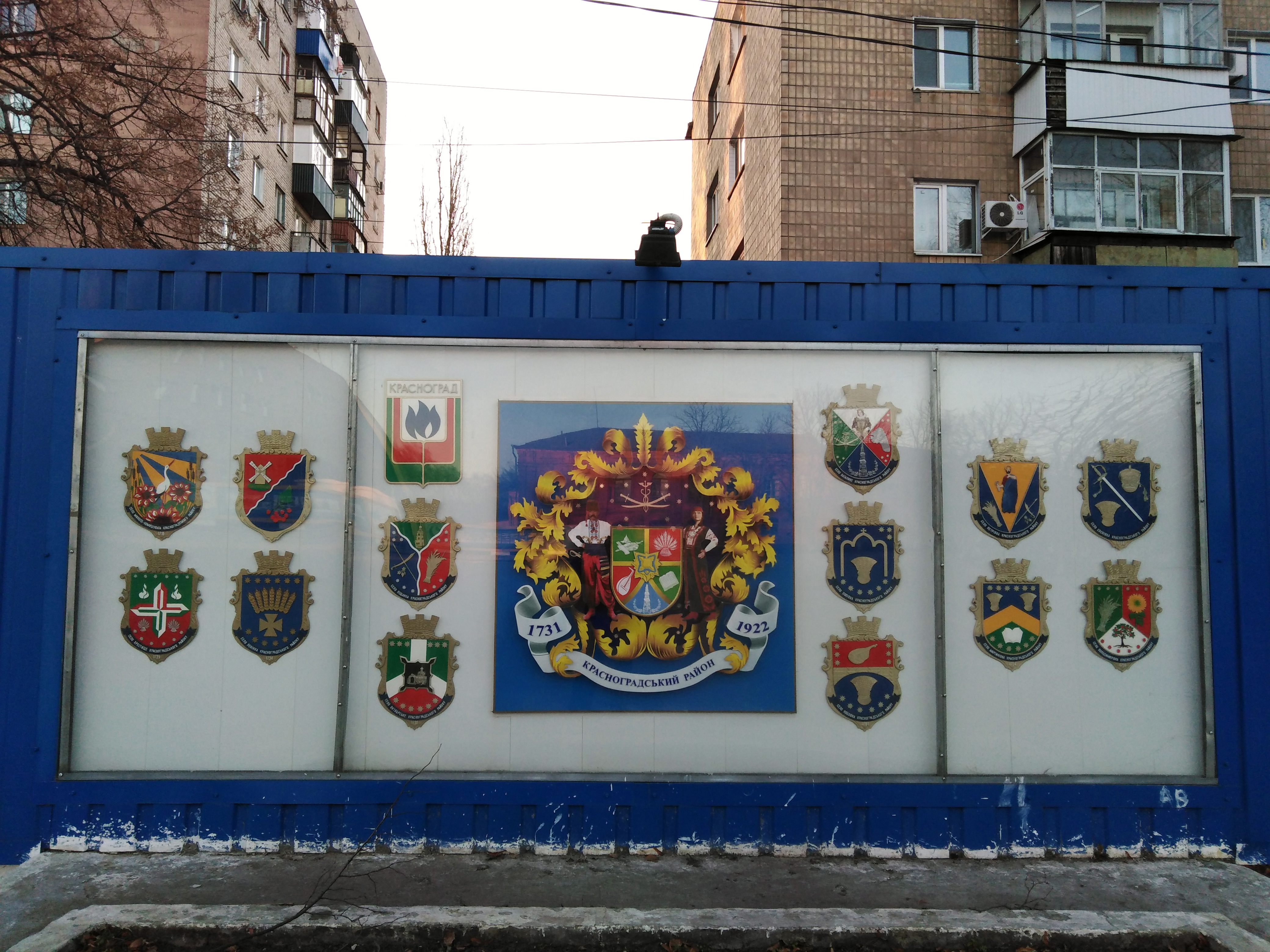
Герби населених пунктів Берестинського району серед них праворуч, герб села Попівка

Герб села Попівка має форму іспанського щита, який вписано у золотий декоративний картуш, що увінчаний золотою короною із злакових колосів. Щит герба має одне поле — синього кольору, де розташовані зображення:
- у верхній частині щита — стилізоване золоте зображення православної церкви із 6 золотими зірками;
- у нижній частині щита — золоте зображення колосів пшениці із 6 золотими зірками;
- В нижній частині картуша розміщено стрічку синього кольору з написом срібними літерами «село Попівка Красноградського району», а також напис срібними літерами «1758».

Золоте стилізоване зображення православної церкви символізує духовне багатство населення села Попівка, відображає факт заснування поселення на землях Запорізької Січі служителем православної церкви. Золоте зображення колосів пшениці є ознакою сільськогосподарської направленості регіону з давніх часів. Зображення 12 золотих зірок символізує факт входження земель села Попівка до території Запорізької Січі та існування на її теренах «зимових» поселень козаків. Срібний напис на картуші герба «1758» означає рік заснування поселення Попівка.

## Релігія
- Церква Миколи Чудотворця.

## Відомі особистості
В поселенні народився:
- Ващенко Анатолій Андрійович (1943—1989) — український кінооператор.